# Claudio Gugerotti
Claudio Gugerotti (Verona, 7 ottobre 1955) è un cardinale e arcivescovo cattolico italiano, dal 21 novembre 2022 prefetto del Dicastero per le Chiese orientali.

## Biografia
È nato a Verona, città capoluogo di provincia e sede vescovile, il 7 ottobre 1955.

### Formazione e ministero sacerdotale
Ha ricevuto l'ordinazione sacerdotale il 29 maggio 1982, per imposizione delle mani di Giuseppe Amari, vescovo di Verona; si è incardinato, ventiseienne, come presbitero della medesima diocesi, membro della Pia Società di don Nicola Mazza.
Ha conseguito la laurea in lingue e letterature orientali presso l'Università Ca' Foscari di Venezia, per poi trasferirsi a Padova, dove ha ottenuto la licenza in liturgia del Pontificio ateneo Sant'Anselmo presso l'Istituto di Liturgia pastorale di Santa Giustina. Più tardi, a Roma, ha conseguito il dottorato in scienze ecclesiastiche orientali presso il Pontificio istituto orientale. Ha insegnato patristica presso l'Istituto teologico "San Zeno" di Verona dal 1981 al 1984, e teologia e liturgia orientale presso l'Istituto di studi ecumenici "San Bernardino" di Verona dal 1982 al 1985. Inoltre, in veste di docente, ha insegnato in atenei a Venezia, Padova e Roma "La Sapienza". Ha insegnato anche liturgie orientali presso l'Istituto di Liturgia Pastorale di Padova e la Pontificia Università Gregoriana e lingua armena presso il Pontificio istituto orientale.
Nel 1985 è entrato nella Curia romana, lavorando presso la Congregazione per le Chiese orientali, in seno alla quale il 17 dicembre 1997 il papa lo ha nominato, quarantaduenne, sottosegretario; è succeduto a Marco Dino Brogi, O.F.M., promosso quattro giorni prima nunzio apostolico in Sudan e delegato apostolico in Somalia.
Oltre all'italiano, conosce diverse lingue antiche e moderne: latino, greco, armeno classico e moderno, persiano, inglese, russo e francese.

### Ministero episcopale e cardinalato
Il 7 dicembre 2001 papa Giovanni Paolo II lo ha nominato, quarantaseienne, nunzio apostolico in Georgia ed Armenia, succedendo a Peter Stephan Zurbriggen, trasferito a capo delle nunziature nei Paesi baltici il 25 ottobre precedente; contestualmente gli è stata assegnata la sede titolare di Ravello, con dignità di arcivescovo. Sei giorni dopo gli è stata affidata anche la nunziatura in Azerbaigian, allargando così la sua missione diplomatica nell'intera regione transcaucasica.
Ha ricevuto l'ordinazione episcopale il 6 gennaio 2002, nella basilica di San Pietro in Vaticano, per imposizione delle mani dello stesso pontefice, co-consacranti i futuri cardinali Leonardo Sandri, arcivescovo titolare di Cittanova e sostituto per gli affari generali della Segreteria di Stato, e Robert Sarah, arcivescovo emerito di Conakry e segretario della Congregazione per l'evangelizzazione dei popoli; insieme a lui, sono stati ordinati altri 9 vescovi. Come suo motto episcopale ha scelto Per orientalem viam, che tradotto vuol dire "Attraverso la via dell'Oriente".
Il 15 luglio 2011 papa Benedetto XVI lo ha trasferito a capo della nunziatura apostolica in Bielorussia; è succeduto a Martin Vidović, dimessosi contestualmente dopo aver incontrato l'opposizione politica del Paese mentre il papa ed il cardinale Tarcisio Bertone, S.D.B., segretario di Stato, cercavano di negoziare con il presidente Aljaksandr Lukašėnka.
Il 13 novembre 2015 papa Francesco lo ha nominato nunzio apostolico in Ucraina; è succeduto a Thomas Edward Gullickson, mandato a capo delle nunziature in Svizzera e Liechtenstein il 5 settembre precedente.
Il 4 luglio 2020 il papa lo ha nuovamente trasferito a presiedere la nunziatura apostolica in Gran Bretagna; è succeduto al settantacinquenne Edward Joseph Adams, dimessosi per raggiunti limiti d'età il 31 gennaio precedente.
Il 21 novembre 2022 il pontefice lo ha nominato prefetto del Dicastero per le Chiese orientali, ricevendo in pari tempo il titolo di Gran cancelliere del Pontificio istituto orientale; è succeduto al settantanovenne cardinale Leonardo Sandri, dimissionario per raggiunti limiti d'età. Il 16 gennaio successivo ha iniziato il suo servizio alla guida del Dicastero incontrando i superiori, il personale e altre personalità convenute per l'occasione, emettendo la professione di fede e prestando il giuramento di fedeltà. Decaduto dall’incarico di prefetto il 21 aprile 2025 con la morte di papa Francesco, il 9 maggio successivo viene riconfermato donec aliter provideatur da parte di papa Leone XIV.
È membro dei Dicasteri per la dottrina della fede, per i vescovi, per la promozione dell'unità dei cristiani, per il dialogo interreligioso, per la cultura e l'educazione, per i testi legislativi, della sezione per la prima evangelizzazione e le nuove Chiese particolari del Dicastero per l'evangelizzazione, dal 4 marzo 2023, e, nello stesso Dicastero, della sezione per le questioni fondamentali dell’evangelizzazione nel mondo, della Pontificia commissione per lo Stato della Città del Vaticano, dal 4 ottobre 2023 e del Consiglio della Sezione per i Rapporti con gli Stati e le Organizzazioni Internazionali della Segreteria di Stato.
Il 9 luglio 2023, al termine dell'Angelus, papa Francesco ha annunciato la sua creazione a cardinale; nel concistoro del 30 settembre seguente lo ha creato cardinale diacono di Sant'Ambrogio della Massima. Il 7 dicembre ha preso possesso della diaconia.

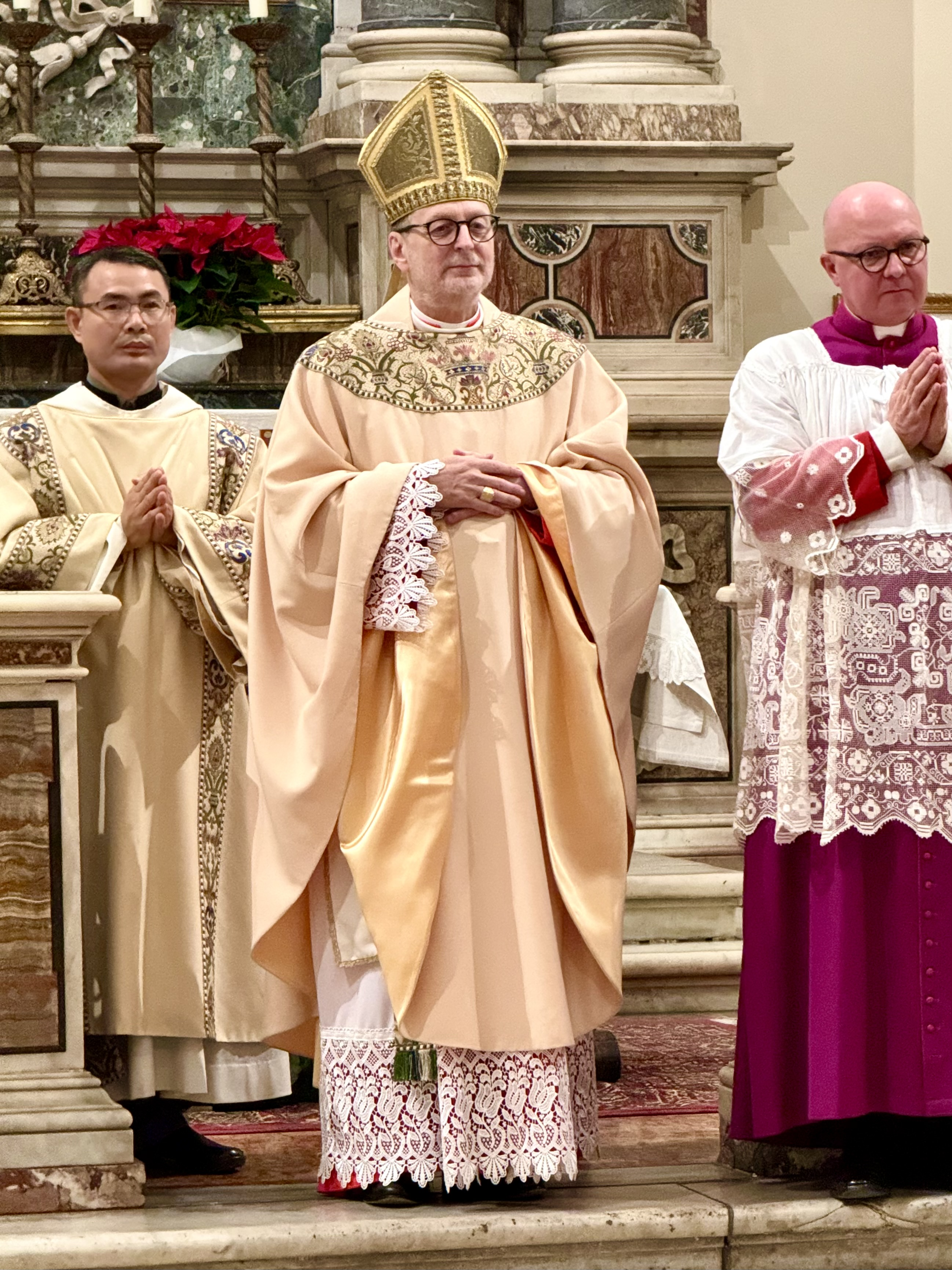
Il cardinale Gugerotti prende possesso della diaconia il 7 dicembre 2023 a Roma

Il 23 luglio 2024 è stato insignito della cittadinanza onoraria del comune di Ravello.
Il 7 e 8 maggio 2025 ha partecipato come cardinale elettore al conclave che ha portato all'elezione di papa Leone XIV.

## Genealogia episcopale e successione apostolica
La genealogia episcopale è:
- Cardinale Scipione Rebiba
- Cardinale Giulio Antonio Santori
- Cardinale Girolamo Bernerio, O.P.
- Arcivescovo Galeazzo Sanvitale
- Cardinale Ludovico Ludovisi
- Cardinale Luigi Caetani
- Cardinale Ulderico Carpegna
- Cardinale Paluzzo Paluzzi Altieri degli Albertoni
- Papa Benedetto XIII
- Papa Benedetto XIV
- Papa Clemente XIII
- Cardinale Enrico Benedetto Stuart
- Papa Leone XII
- Cardinale Chiarissimo Falconieri Mellini
- Cardinale Camillo Di Pietro
- Cardinale Mieczysław Halka Ledóchowski
- Cardinale Jan Maurycy Paweł Puzyna de Kosielsko
- Arcivescovo Józef Bilczewski
- Arcivescovo Bolesław Twardowski
- Arcivescovo Eugeniusz Baziak
- Papa Giovanni Paolo II
- Cardinale Claudio Gugerotti

La successione apostolica è:
- Vescovo Aleh Butkevič (2014)
- Vescovo Aljaksandr Jašėŭski, S.D.B. (2015)
- Vescovo Vitalij Kryvyc'kyj, S.D.B. (2017)
- Vescovo Oleksandr Jazlovec'kyj (2019)
- Vescovo Mykola Petro Lučok, O.P. (2019)
- Vescovo Pavlo Hončaruk (2020)
- Vescovo Hanna Jallouf, O.F.M. (2023)
- Vescovo Filippo Ciampanelli (2025)

## Opere
Alcune opere del cardinale e arcivescovo Gugerotti:
- Storia. Sebèos. Traduzione dall'armeno, introduzione e note di Claudio Gugerotti, Verona, Casa Editrice Mazziana, 1990
- L'interazione dei ruoli in una celebrazione come mistagogia. Il pensiero di Nerses Lambronac'i nella «Spiegazione del sacrificio», Padova, EMP - Edizioni Messaggero Padova, 1991
- La liturgia armena delle ordinazioni e l'epoca ciliciana. Esiti rituali di una teologia di comunione tra Chiese, Roma, Edizioni Orientalia Christiana, 2001
- L'uomo nuovo. Un essere liturgico, Roma, Lipa Edizioni, 2005
- Riflessi d'Oriente, Biella, Edizioni Qiqajon, 2012
- Caucaso e dintorni. Viaggio in una cristianità di frontiera, Roma, Lipa Edizioni, 2012
- Liturgie vendute. L'indignazione teologica di Nersēs di Lambron, in Revue des Études Arméniennes, 41, Peeters, 2022